# Das merkwürdige Verhalten geschlechtsreifer Krustentiere zur Paarungszeit
Das merkwürdige Verhalten geschlechtsreifer Krustentiere zur Paarungszeit (Originaltitel: Why Must I Be a Crustacean in Love?) ist eine Episode der US-amerikanischen Science-Fiction-Zeichentrickserie Futurama. Sie wurde am 6. Februar 2000 vom US-Sender FOX veröffentlicht. Damit stand sie an neunter Stelle der zweiten Sendestaffel und die 18. Episode insgesamt. Die deutsche Synchronfassung strahlte ProSieben erstmals am 15. Januar 2001 aus. Für seine Regiearbeit an dieser Episode wurde Brian Sheesley 2000 mit einem Annie Award geehrt.

## Handlung
Dr. Zoidberg, der außerirdische Arzt des interplanetaren Lieferunternehmens Planet Express, verhält sich ohne erkennbaren Anlass aggressiv, außerdem wächst dem krabbenartigen Zoidberg eine Finne am Kopf. Als Ursache identifiziert Prof. Farnsworth eine körperliche Änderung, ausgelöst durch den Sexualzyklus Zoidbergs – auf dessen Heimatplaneten ist die Paarungszeit ausgebrochen. Deswegen beschließt die Planet-Express-Crew, Zoidberg zu einer Paarungsorgie auf seinen Heimatplaneten Decapod 10 zu bringen.
Dort angekommen will Zoidberg durch eine erotische Vorführung entsprechend der Bräuche seines Volkes ein paarungswilliges Weibchen finden. Doch seine Balzversuche scheitern. Selbst Edna, eine alte Freundin, die er zufällig trifft, weist ihn ab. Um ihn zu unterstützen, erteilt ihm Fry, selbst frustrierter Single, Nachhilfe im Liebeswerben. Tatsächlich kann Zoidberg, indem er auf Frys Anraten Interesse an ihrem Alltag heuchelt, Edna zu einem gemeinsamen Abendessen überreden. Edna findet jedoch heraus, dass Fry hinter dem plötzlichen Erfolg Zoidbergs steckt, und lädt diesen in ihre Wohnung ein, um ihn zu verführen. Als Zoidberg die beiden dort in flagranti erwischt, fordert er seinen ehemaligen Helfer Fry zu einem Duell auf Leben und Tod und um die Gunst Ednas heraus.
Im Kampf besiegt Fry Zoidberg, doch er verschont sein Leben. Stattdessen wendet er sich mit einer ergreifenden Rede an das blutlüsterne Publikum und beschwört den Wert der Freundschaft, bis Zoidberg dem unachtsamen Fry plötzlich einen Arm vom Körper trennt. Zwischen den beiden bricht erneut ein Kampf aus. Sie lassen jedoch voneinander ab, als sie bemerken, dass das Publikum verschwunden ist: Zoidbergs Artgenossen haben sich zur Paarungsorgie ins Wasser begeben. Dort sterben sie sofort nach der Paarung. Danach machen sich die Freunde auf die Heimreise.

## Hintergrund
Der englische Originaltitel Why Must I Be a Crustacean in Love? (deutsch: Warum muss ich ein verliebtes Krustentier sein?) lehnt sich an eine Zeile aus dem Lied A Teenager in Love von Doc Pomus an, mit dem Dion and the Belmonts 1958 ihren größten Erfolg feierten. In dessen Refrain heißt es: “Why must I be a teenager in love?” (deutsch: „Warum muss ich ein verliebter Teenager sein?“) Diese Anspielung wurde bei der Übersetzung nicht ins Deutsche übertragen. Stattdessen wählten die Übersetzer einen Titel, der an die deutsche Romantikkomödie Das merkwürdige Verhalten geschlechtsreifer Großstädter zur Paarungszeit erinnert.
Die Handlung ist der Raumschiff-Enterprise-Episode Weltraumfieber (Originaltitel: Amok Time) nachempfunden, in der der Vulkanier Mr. Spock ähnlich wie Dr. Zoidberg unter seinem Fortpflanzungstrieb leidet und auf seinen Heimatplaneten zurückkehren muss. Wie Zoidberg muss auch er ein Duell auf Leben und Tod mit einem Freund, Captain Kirk, austragen. Auch in Details spielt die Futurama-Episode auf Weltraumfieber an: Beispielsweise befinden sich unter den Waffen, die Fry zum Kampf zur Auswahl stehen, zwei, die auch zwischen Kirk und Spock zum Einsatz kamen. Und unmittelbar vor dem Kampf zwischen Fry und Zoidberg wird Musik aus der Raumschiff-Enterprise-Episode gespielt.
Unter den vielen anderen Anspielungen auf literarische und filmische Werke befindet sich auch eine auf Edmond Rostands Cyrano de Bergerac. So erinnert die Art, in der Fry Zoidberg beim Umwerben seiner Angebeteten unterstützt, an Szenen aus Rostands Bühnenstück.

## Produktion
Das merkwürdige Verhalten geschlechtsreifer Krustentiere zur Paarungszeit entstand als insgesamt 18. Episode und als fünfte Episode der zweiten Produktionsstaffel von Futurama. Das Drehbuch stammt von Eric Kaplan, Brian Sheesley führte Regie. Neben den Sprechern der Hauptcharaktere übernahmen Tress MacNeille den Part der Edna und David Herman verschiedene Nebenfiguren; sowohl MacNeille als auch Herman arbeiteten regelmäßig für die Serie und wurden später in die Hauptbesetzung übernommen.

## Veröffentlichung
Die Folge wurde erstmals am 6. Februar 2000 vom US-amerikanischen Sender FOX ausgestrahlt. Dieser hatte zuvor die Ausstrahlung der ersten Produktionsstaffel vorzeitig abgebrochen und die verbleibenden Episoden in die zweite Sendestaffel verlegt. Daher war Das merkwürdige Verhalten geschlechtsreifer Krustentiere zur Paarungszeit abweichend von der Zählung der Produktion die neunte Episode der zweiten Sendestaffel (vgl. hierzu Erstausstrahlung von Futurama).
Mit dieser Episode bekam Futurama zum zweiten Mal innerhalb eines Jahres einen neuen Sendeplatz zugewiesen. Nachdem die Serie in den Wochen zuvor aus unterschiedlichen Gründen ausgefallen war, wurde sie nun am Sonntagabend um 19:00 Uhr gezeigt. Den bisherigen Sendeplatz musste sie zugunsten der Sitcom Malcolm mittendrin räumen. Der Futurama-Schöpfer Matt Groening kritisierte die Verlegung und bemängelte, dass FOX der Serie keine nachhaltige Unterstützung zukommen lasse. Bruce Fretts, ein Fernsehkritiker des Magazins Entertainment Weekly prognostizierte, dass sich die Änderung im Programmplan als nachteilig erweisen würde. In jüngerer Zeit habe sich keine halbstündige Fernsehsendung auf diesem Sendeplatz durchsetzen können. Tatsächlich fielen die Zuschauerzahlen: Waren die letzten Futurama-Folgen nach Messungen der Nielsen Ratings von jeweils über 7,5 % der US-Amerikaner gesehen worden, erreichte die Episode nur noch etwa 4,2 %. Auch in der Folge erzielte die Serie vergleichbare Einschaltquoten.

## Auszeichnungen
Regisseur Brian Sheesley wurde für diese Episode 2000 mit dem Annie Award in der Kategorie Outstanding Individual Achievement for Directing in an Animated Television Production ausgezeichnet. Er setzte sich damit gegen seine Kollegin Susie Dietter durch, die in derselben Kategorie für ihre Leistungen bei der Futurama-Episode Hochzeitstag auf Cyclopia nominiert war.